# Lathrolestes striatus
Lathrolestes striatus är en stekelart som beskrevs av Barron 1994. Lathrolestes striatus ingår i släktet Lathrolestes och familjen brokparasitsteklar. Inga underarter finns listade i Catalogue of Life.